# Komet (segédcirkáló)
A Komet a német Kriegsmarine egyik segédcirkálója volt a második világháború idején. A Komet fő feladata, a többi segédcirkálóéhoz hasonlóan az volt, hogy a szövetségesek kereskedelmi hajóit támadja. A Brit Királyi Haditengerészetnél a hajót „Raider B”-nek, azaz „B-támadó”-nak hívták.

## Építése és átalakítása

Az átalakított Komet felépítése

A hajót 1937. január 16-án bocsátották vízre a brémai DeSchiMAG hajógyárból. A hajót eredetileg a Norddeutscher Lloyd teherszállító cég számára építették szállítóhajónak, mely a Ems nevet viselte, de 1939-ben, a második világháború kitörésekor az Emset segédcirkálóvá alakították.
A kereskedelmi hajók elleni portyáin, hagyományos fegyverzete mellett egy kis méretű, LS2 osztályú hajót, valamint Arado Ar 196 A1 típusú hidroplánokat is szállított.

## Első portyája

### Kijutás a Csendes-óceánra
A Komet 1940. július 3-án, Gotenhafenből indult első portyájára, Robert Eyssen kapitány irányítása alatt. Az akkor még a németek oldalán álló Szovjetunió beleegyezésével és a szovjet jégtörő hajók segítségével a Dezhnev szovjet gőzősnek álcázott Komet, a Jeges-tengeren keresztül átjutott a Csendes-óceánra.

### Csendes-óceáni portyázás
November elején a Kometet ezúttal a japán Manio Maru szállítóhajónak álcázták, majd egy japán kikötőben feltöltötték üzemanyaggal és más ellátmányokkal. A Csendes-óceánon a Komet két másik segédcirkálóval együtt portyázott. Ez a két hajó a Mayebashi Marunak álcázott Orion, és a Tokio Marunak álcázott Kulmerland volt. 1940 novemberében a Komet egy norvég és hat brit kereskedelmi hajót süllyesztett el, melyek együttes vízkiszorítása 41 000 tonna volt. Az elsüllyesztett hajók Nauru szigeténél várták hogy foszfát-rakományukat berakodják. 1940. december 27-én a Komet ágyúzni kezdte a Nauru szigetén található foszfátüzemet. 1941 augusztusában az Orionnal közösen további két brit hajót süllyesztettek el, valamint elfoglalták a Kota Nopan nevű, 7300 tonnás holland szállítóhajót, melyet később Bordeaux-ba küldtek hadizsákmányként.

### Visszaút
A Kormoran kelet felé indult, majd a Horn-fok megkerülése után átjutott az Atlanti-óceánra és a franciaországi Cherbourgba hajózott, ezzel gyakorlatilag körbehajózva a Földet. 516 tengeren töltött nap és 185 000 km megtétele után, 1941. november 30-án a hajó megérkezett Hamburgba.

## Második portyája
Második portyájára a Komet 1942 októberének elején indult, Ulrich Brocksien kapitány irányítása alatt. Egy héttel Hamburg elhagyása után, október 14-én a hajót brit motoros torpedónaszádok támadták meg, Cap de la Hague közelében. A MTB 236 nevű hajó torpedói eltalálták a német hajót, mely teljes legénységével együtt elsüllyedt.

## A Komet által elsüllyesztett hajók
| Dátum               | Hajó       | Nemzetiség | Vízkiszorítás |
| ------------------- | ---------- | ---------- | ------------- |
| 1940. november 25.  | Holmwood   | Brit       | 546           |
| 1940. november 27.  | Rangitane  | Brit       | 16 712        |
| 1940. december 6.   | Triona     | Brit       | 4413          |
| 1940. december 7.   | Vinni      | Norvég     | 5181          |
| 1940. december 7.   | Komata     | Brit       | 3900          |
| 1940. december 8.   | Triadic    | Brit       | 6378          |
| 1940. december 8.   | Triaster   | Brit       | 6032          |
| 1941. augusztus 14. | Australind | Brit       | 5020          |
| 1941. augusztus 17. | Kota Nopan | Holland    | 7322          |
| 1941. augusztus 19. | Devon      | Brit       | 9036          |

(A Kota Nopant csak elfoglalták, nem süllyesztették el)

## Külső hivatkozások
- Információk a Kometról (angol)
- A Komet története (angol)